# Guadalupe Almaguer Pardo
María Guadalupe Almaguer Pardo (San Luis Potosí; 26 de agosto de 1961) es una feminista y política mexicana. Militante activa del Partido de la Revolución Democrática (PRD) y desde 2018 diputada federal por el VI Distrito en la LXIV Legislatura del Congreso de la Unión por San Luis Potosí, México.
Durante más de 30 años, ha decidido participar en agrupaciones, redes, seminarios, talleres, movilizaciones y acciones públicas, principalmente del movimiento nacional feminista.

## Formación académica
Desde los 20 años abrazó como ideología la izquierda-feminista.
Guadalupe Almaguer tiene estudios en Derecho por la Universidad Autónoma de San Luis Potosí, cuenta con estudios en Género, Sexualidad y Salud Reproductiva por el Colegio de México, por la Sociedad Mexicana de Estudios de Sexualidad y el Colectivo contra la violencia A.C.
También ha incursionado en el periodismo, en la formación de redes de periodistas con visión de género, la organización partidaria para las mujeres y la promoción del conocimiento.

## Trayectoria política
Su inclinación a participar en la construcción política de México, la llevó muy joven a unirse a la vida y la historia del Partido de la Revolución Democrática.
Ingresa a la activismo político como estudiante de bachillerato de Ciencias Sociales y Administrativas, en la U.A.S.L.P.(1975)
Como estudiante de la Facultad de Derecho participa en la conformación de grupos universitarios y de estudios, y en las históricas demandas sobre la calidad del transporte público.
Participó dentro de la conformación del Frente Democrático Nacional (1988), siendo posteriormente fundadora del Partido de la Revolución Democrática (1989)
Dentro de la vida orgánica del PRD ha fungido como:
- Integrante del Comité Ejecutivo Estatal de SLP como	secretaria de la Mujer (1998-2000), Integrante de la Coordinadora	Nacional de Mujeres del PRD, 1998
- Subsecretaria de Asuntos Laborales, Sindicales y	empresariales del Comité Ejecutivo Nacional. PRD
- Subsecretaria General del Comité Ejecutivo Nacional del PRD 2002 y 2003.

En 2006 toma protesta como diputada local en la LVIII legislatura del Congreso del Estado de San Luis Potosí, en la cual asumió la Coordinación del Grupo Parlamentario del PRD .
Fue seleccionada como consejera consultiva del Inmujeres para el periodo 2012-2018. Y actualmente es Invitada permanente a la Junta de Gobierno del mismo instituto por el periodo 2018-2021.

## Logros legislativos

### Legislatura Local LVIII del Congreso del estado San Luis Potosí
Durante su periodo como diputada local y coordinadora del grupo parlamentario del Partido de la Revolución Democrática en la LVIII legislatura del Congreso del Estado de San Luis Potosí, se desempeñó como vicepresidenta de la Junta de Coordinación Política , Secretaria de la Directiva y Vicepresidenta de Conferencia Mexicana de Congresos y Legisladores Locales (COMCE)
Fue una legisladora muy activa, la mayor parte de sus iniciativas se enfocaron en mejorar la vida de las mujeres y las niñas y detener el desvíos de recursos y la injusticia, entre las que destacan:
- Ley de Prevención, erradicación y Sanción de la Violencia Familiar
- Ley de Acceso a una Vida libre de Violencia
- Ley de igualdad entre hombres y mujeres en el estado de San Luis Potosí
- Ley para la creación de la Comisión Estatal de Derechos Humanos
- Ley de Transparencia y Acceso a la Información Pública, de Archivo y protección de datos personales
- Ley Estatal para Prevenir y Erradicar toda forma de Discriminación.
- Presentó como aportación a la historia de San Luis Potosí un texto que busca promover a la visualización de las mujeres en el estado con el título: MUJERES EN LA HISTORIA “LEGISLATURA POTOSINA”
- Iniciativa de ley que instituyó al Instituto de las Mujeres del Estado de San Luis Potosí.
- Entregó a la LVIX legislatura la iniciativa de ley de Prevención Erradicación y Combate de la Trata de Personas. La cual fue aprobada en febrero de 2011

### Legislatura LXIV del Congreso de la Unión (Legislatura de la "Paridad de Género") 2018-2021
Actualmente es diputada federal del VI Distrito de S.L.P por el PRD, es secretaria de la Comisión de Igualdad de Género e integrante de la Comisión de Seguridad Pública y Migración.
En sus primeros meses de trabajo legislativo ha presentado las siguientes iniciativas a favor de los Derechos Humanos y de las mujeres mexicanas:
1. Iniciativa para tipificar la violencia política en contra de las mujeres.[9]

1. Iniciativa para introducir el tipo penal "Acoso sexual en espacios públicos"
2. Iniciativa que garantiza el derecho a decidir de manera libre, responsable e informada sobre el número y el esparcimiento de los hijos.[10]
3. Proyecto de Decreto que reforma y adiciona diversas disposiciones de la Ley para la protección´pon de personas defensoras de derechos humanos y periodistas.[11]

## Participación en movimientos sociales
Durante más de 30 años ha decidido participar en agrupaciones, redes, seminarios, talleres, movilizaciones y acciones públicas, principalmente del movimiento nacional feminista. Ingresó al Movimiento Nacional Feminista en 1982. Integrante de la Red Nacional Contra la Violencia hacia las mujeres, 1989
Integrante fundadora de la Red Nacional “Por una maternidad libre y voluntaria” 1991
Integrante de la “región centro occidente” de ONG’s “Rumbo a Beijing” 1993-1995 
Ponente en el “Foro Nacional por una Maternidad Voluntaria y la despenalización del Aborto” Tuxtla Gutiérrez, Chiapas. 1991
Ponente en el “Taller estatal sobre la situación de la Mujer” S.L.P. 1995
Organizadora del Congreso Nacional Feminista “para el cambio social” México, DF. 1996
Integrante del Comité Coordinador de La coordinadora Nacional Feminista 1996
Ponente en el “Congreso Nacional de Mujeres” “hacia la reforma del estado” Saltillo, Coahuila 1999 
Ponente en el primer Foro nacional sobre “Mujer Violencia y Derechos Humanos” 1997
Organizadora del Congreso Nacional de Mujeres y responsable de la mesa 5 “ mujeres y participación política” México, DF. 2000
Convocante e integrante de “la Asamblea Nacional de Mujeres” 1998
Integrante como ONG del “Parlamento de Mujeres de México” constituida por las comisiones de Equidad y Género de las cámaras del Congreso de la Unión
Ponente en el “Encuentro Internacional de Solidaridad Entre Mujeres” tema: Mujer Violencia y Discriminación. La Habana, Cuba 1998
Fue integrante del Consejo Consultivo del Instituto de las Mujeres del Estado de San Luis Potosí 
Es Presidenta de Género, Información y Desarrollo AC. 
Es integrante de Mexicanos contra el SIDA DESDE 1993
Elaboró los diseños de atención a “personas en crisis” para el Centro Estatal de Información sobre SIDA 1991
Responsable de la LINEA ROJA (atención de emergencia a personas en crisis por VIH-SIDA) en el Centro Estatal de Información Sobre SIDA en San Luis Potosí 1991
Fundadora de la “Asociación Potosina PRO Enfermos de SIDA” 1991
Integrante del Primer Grupo latinoamericano de “facilitadores y desarticuladores de conflictos” preparados y coordinados por la Fundación Friederich Ebert 

## Trayectoria periodística
En su faceta como periodista ha sido colaboradora de radio, televisión y medios impresos. Participando en emisoras como MVS, BESTFM Y CVS “LA VOZ DE LA HUASTECA 
Como Articulista destaca su participación en los diarios: “Pulso, Diario de San Luis, El Sol de San Luis y Revista FEM (circulación Nacional).
Para aumentar la perspectiva de género en los medios de comunicación y el respeto a los derechos humanos de las y los periodistas participó en la Red Nacional de Periodistas, la Red de Periodistas de Latinoamérica y El Caribe desde su constitución y en la Asociación Mundial de Mujeres Periodistas y Escritoras, A.C. (AMMPE).
Coautora del libro “El Compromiso Social por la igualdad de género y la inclusión social” de Rosa Rojas y Elia Marúm Espinosa.

## Trayectoria político partidista
Ingresa a la actividad política como estudiante de bachillerato de Ciencias Sociales y Administrativas, en la U.A.S.L.P.(1975) 
Participa desde la facultad de Derecho en la U.A.S.L.P. en la conformación de grupos universitarios y de estudios, y en las históricas demandas sobre la calidad del transporte público
Participante en el XI Festival Mundial de la Juventud y los Estudiantes, La Habana, Cuba 1977
Integrante del Frente Democrático Nacional 1988
Fundadora del Partido de la Revolución Democrática
Integrante del Comité Ejecutivo Estatal como secretaria de la Mujer (1998-2000) 
Coordinadora del Consejo Político Estatal  (1998-2000)
Delegada por el III Consejo Estatal al IV Congreso Nacional del PRD, Oaxtepec, Morelos. 1998 
Integrante de la Coordinadora Nacional de Mujeres del PRD, 1998
Integrante de la Coordinación Nacional de la Campaña de la Candidatura de Amalia García Medina para la presidencia Nacional del PRD. 
Subsecretaria de Asuntos Laborales, Sindicales y empresariales del Comité Ejecutivo Nacional. PRD
Delegada en el V CONGRESO NACIONAL DEL PRD. México, DF. 1999
Integrante del Consejo Político Nacional del PRD 2000-2002 
Integrante de la Comisión Organizadora del VI CONGRESO NACIONAL DEL PRD 
Delegada por el Consejo Político Nacional en el VI Congreso Nacional del PRD 2001, 2002 y 2003 
Subsecretaria General del Comité Ejecutivo Nacional del PRD 2002 y 2003 
Delegada electa al VIII Congreso nacional, realizado en la Ciudad de México del 26 al 28 de marzo de 2007
Delegada Congreso Nacional 2008/2011
Se ha desempeñado como delegada política del CEN-PRD a lo largo del país.

## Distinciones
- En el 2001 recibió un especial reconocimiento nacional por su contribución a la visualización de las mujeres en los medios, y por ser cofundadora de la Red Nacional de Periodistas. Otorgado por CIMAC

- En 2004 recibió el reconocimiento nacional “Josefa Ortiz de Domínguez” por su contribución a la vida política del Estado de San Luis Potosí con el espíritu de los logros del voto femenino. Otorgado por el Instituto Nacional de las Mujeres.